# Sveriges Radios lyrikpris
Sveriges Radios lyrikpris är ett årligt litterärt pris på 30 000 svenska kronor som har delats ut sedan 1958 av Sveriges Radios kulturredaktion.

## Pristagare
| - 1958 – Nelly Sachs - 1959 – Sten Hagliden - 1960 – Folke Dahlberg - 1961 – Arne Nyman, Elis Elmgren - 1962 – Urban Torhamn - 1963 – Ann Margret Dahlquist-Ljungberg - 1964 – Inget pris delades ut - 1965 – Majken Johansson - 1966 – Ralf Parland - 1967 – Harry Martinson - 1968 – Göran Sonnevi - 1969 – Lasse Söderberg - 1970 – Åke Hodell - 1971 – Helmer Grundström - 1972 – Lars Fredin - 1973 – Tomas Tranströmer - 1974 – Sture Axelson - 1975 – Ingemar Leckius - 1976 – Axel Liffner - 1977 – Karl Vennberg - 1978 – Elsa Grave - 1979 – Lennart Sjögren - 1980 – Anna Rydstedt - 1981 – Lars Lundkvist - 1982 – Eva Runefelt - 1983 – Erik Beckman, Petter Bergman - 1984 – Göran Printz-Påhlson - 1985 – Nils-Åke Hasselmark - 1986 – Rolf Aggestam - 1987 – Tua Forsström - 1988 – Staffan Söderblom - 1989 – Konny Isgren - 1990 – Lars Gustafsson | - 1991 – Kristina Lugn - 1992 – Birgitta Lillpers - 1993 – Jesper Svenbro - 1994 – Ann Jäderlund - 1995 – Göran Greider - 1996 – Katarina Frostenson - 1997 – Stig Larsson - 1998 – Eva-Stina Byggmästar - 1999 – Bruno K. Öijer - 2000 – Gunnar D. Hansson - 2001 – Lars Mikael Raattamaa - 2002 – Marie Lundquist - 2003 – Marie Silkeberg - 2004 – Gunnar Harding - 2005 – Anne-Marie Berglund - 2006 – Åsa Maria Kraft - 2007 – Birgitta Trotzig - 2008 – Helena Eriksson - 2009 – Björner Torsson - 2010 – Ida Börjel - 2011 – David Vikgren - 2012 – Lars Norén - 2013 – Ann Hallström - 2015 – Jörgen Lind för diktsamlingen Vita kommun - 2016 – Catharina Gripenberg för lyriksamlingen Handbok att bära till en dräkt - 2017 – Prisutdelningen flyttad från höst till vår - 2018 – Gunnar D Hansson för Tapeshavet - 2019 – Matilda Södergran för Överlevorna - 2020 – Johan Jönson för Marginalia/Xterminalia - 2021 – Birgitta Lillpers för Kälda - 2022 – Hanna Hallgren för Ensamhetsträning med Majken Johansson - 2023 – Ingela Strandberg för Ingenstans mitt segel - 2024 – Judith Kiros för Det röda är det gränslösa - 2025 – Nils-Åke Hasselmark |